# Peter Foster
Peter Foster (27 luglio 1960) è un ex canoista australiano.
Ha partecipato ai Giochi di Seul 1988, gareggiando nel K-2 500 metri e K-2 1000 m. In quest'ultima gara ha conquistato la medaglia di bronzo.
È il figlio del pallanuotista olimpico Jake Foster e fratello della canottiera olimpionica Margot Foster.

## Palmarès

### Olimpiadi
- 1 medaglia:
  - 1 bronzo (Seul 1988 nel K-2 1000 m)